# 聖喬伊 (阿肯色州)
聖喬伊（英語：St. Joe）是一個位於美國阿肯色州瑟西縣的城鎮。

## 地理
聖喬伊的座標為36°01′44″N 92°48′44″W / 36.02889°N 92.81222°W，而該地的平均海拔高度為243米（即797英尺）。

## 人口
根據2020年美國人口普查的數據，聖喬伊的面積為3.23平方千米，當中陸地面積為3.22平方千米，而水域面積為0.01平方千米。當地共有人口129人，而人口密度為每平方千米39人。